# Násilný nestátní aktér

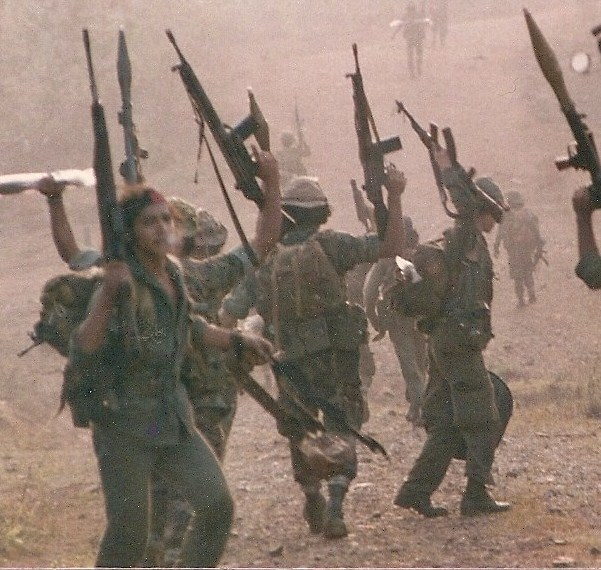
Contras v Nikaragui, 1987

Násilný nestátní aktér je označení používané v mezinárodních vztazích pro jednotlivce nebo skupiny zcela nebo částečně nezávislé na státních vládách které používají násilí k dosažení svých cílů. České zákony trestají účast na činnosti nestátní ozbrojené skupiny zaměřené na působení v ozbrojeném konfliktu probíhajícím na území jiného státu odnětím svobody až na pět let.

## Dělení
- Zločinecké organizace, například drogové kartely, mohou provádět atentáty, únosy, krádeže, vydírání a bránit své území před soupeřícími skupinami a bezpečnostními silami
- Povstalecké nebo národně osvobozenecké hnutí, které si pro sledování svých cílů zvolily partyzánskou taktiku
- Piráti, kteří útočí na lodě nebo berou rukojmí a požadují výkupné (například pirátství u pobřeží Somálska).
- Soukromé vojenské společnosti
- Náboženské nebo ideologické skupiny
- Občanské milice, které se mohou zformovat, aby chránily lokalitu před útokem
- Polovojenské skupiny, které k provádění své agendy využívají vojenské metody a struktury
- Warlordi, vůdci používající loajální ozbrojené síly k výkonu vojenské, ekonomické a politické kontroly nad územím v rámci suverénního státu